# Esox americanus
Esox americanus là một loài cá chó trong họ Esocidae. loài này được phân làm 2 phân loài là E. a. americanus và E. a. vermiculatus.